# Damian Tomasik
Damian Tomasik (ur. 18 sierpnia 1994 w Nowym Targu) – polski hokeista, reprezentant Polski.
Syn Mirosława (ur. 1965), także hokeisty.

## Kariera
- MMKS Podhale Nowy Targ (2012-2014)
- MMKS Podhale Nowy Targ / KTH KM (2014)
- MMKS Podhale Nowy Targ (2013-2015)
- Podhale Nowy Targ (2015-2018)
- Tauron KH GKS Katowice (2018-2020)
- Podhale Nowy Targ (2020-2025)

Jako wychowanek był zawodnikiem MMKS Podhale Nowy Targ i Podhala Nowy Targ. W 2018 przeszedł do zespołu Tauron KH GKS Katowice. W czerwcu 2020 ponownie został zawodnikiem Podhala.
W trakcie kariery określany pseudonimem Tomas.
W barwach reprezentacji Polski do lat 18 wystąpił na turnieju mistrzostw świata juniorów do lat 18 w 2012 (Dywizja IB). W barwach reprezentacji Polski do lat 20 wystąpił na turnieju mistrzostw świata juniorów do lat 20 w 2014 (Dywizja IA). W barwach seniorskiej kadry Polski uczestniczył w turnieju mistrzostw świata edycji 2018 (Dywizja IA).
Po sezonie 2024/2025 ogłosił zakończenie kariery zawodniczej i poświęcił się pracy fizjoterapeuty.

## Sukcesy
Klubowe
- Srebrny medal mistrzostw Polski juniorów: 2014 z MMKS Podhale Nowy Targ / KTH KM
- Brązowy medal mistrzostw Polski: 2015, 2016, 2018 z Podhalem Nowy Targ, 2019, 2020[7] z GKS Katowice
- Finał Pucharu Polski: 2015 z Podhalem Nowy Targ